# Hanusfalva
Hanusfalva (szlovákul Spišské Hanušovce, németül Henschau) község Szlovákiában, az Eperjesi kerület Késmárki járásában.

## Fekvése
Késmárktól 23 km-re északra, Szepesófalutól 6 km-re délre fekszik.

## Története
A falut 1311-ben késmárki Henrik soltész alapította erdőirtással. 1313-ban „Henus” néven említik. 1343-ban „Hannuswagasa”, 1344-ben „Hannusfalva” néven szerepel az írott forrásokban. A Görgey és Berzeviczy családé, valamint 1593-ig a lándoki keresztesek birtoka, ekkor a palocsai Horváth család vásárolta meg. Lakói földművesek, favágók, pásztorok, fuvarosok voltak. 1605-ben 5 ház állt a faluban. 1689-ben egy elhagyott udvarházat említenek itt. 1703-ban a késmárki váruradalom része lett, majd 1724-ban Mednyánszky Pál birtoka, 1734-ben pedig a lőcsei Spillenberg családé. 1787-ben 83 házában 601 lakos élt.
A 18. század végén Vályi András így ír róla: „HANUSFALVA. Hansdorf, Haritsán. Tót falu Szepes Várm. földes Urai több Urak, lakosai katolikusok, fekszik Bélához 1 2/4 mértföldnyire, legelője jó, de szűken elég, határjának fele ha szorgalmatosan miveltetik jó gabonát terem.”
1828-ban 93 háza volt 682 lakossal. 1847-ben lakói közül sokan Temesvár vidékére költöztek. A falut a 18. és 19. században több járvány, tűzvész és árvíz pusztította.
Fényes Elek 1851-ben kiadott geográfiai szótárában így ír a faluról: „Hanusfalva, tót falu, Szepes vmegyében, Ófaluhoz délre 1 órányira: 683 kath., 5 evang. lak. Kath. paroch. templom. Kastély. Sok erdő és legelő. F. u. b. Palocsay Horváth. Ut. p. Késmárk.”
1902-ben alakult meg a helyi hitelszövetkezet. 1918-ban átmenetileg lengyel csapatok szállták meg. A trianoni diktátumig Szepes vármegye Szepesófalui járásához tartozott.

## Népessége
| Év:            | 1994. | 2004.   | 2014.    | 2024.   |
| -------------- | ----- | ------- | -------- | ------- |
| Emberek száma: | 669   | 651     | 757      | 781     |
| Eltérés:       |       | -2,69 % | +16,28 % | +3,17 % |

| Év:            | 2023. | 2024.   |
| -------------- | ----- | ------- |
| Emberek száma: | 770   | 781     |
| Eltérés:       |       | +1,42 % |

1910-ben 467, többségben szlovák lakosa volt, jelentős cigány kisebbséggel.
2011-ben 749 lakosából 740 szlovák.

## Nevezetességei
- Szent András apostolnak szentelt római katolikus plébániatemploma 14. századi eredetű, de 1763-ban teljesen átépítették, eredeti elemei alig észrevehetőek.
- Mai kastélya a 19. század első felében épült klasszicista stílusban, homlokzatán timpanonnal.
- Késő barokk kápolnája a 18. század közepén épült.
- Klasszicista kápolnája a 19. század első felében épült.

## Híres személyek
- Itt hunyt el 1904-ben Gergelyi Tivadar országgyűlési képviselő.
- Itt szolgált Fábri Sámuel evangélikus lelkész, tanár.